# Mike Moore (basketballer, 1994)
Michael Jarade Moore (Magnolia, 30 april 1994) is een Amerikaans basketballer.

## Carrière
Moore speelde van 2012 tot 2016 collegebasketbal voor de Mount Olive Trojans. Hij werd in 2016 niet gekozen in de NBA draft. Hij tekende daarop bij de Italiaanse derdeklasser Cestistica Civitavecchia waar ook Jamel Morris toen begon met spelen. Het volgende seizoen tekende hij bij de Deense eersteklasser Svendborg Rabbits. Hij speelde daarna bij het Dominicaanse Cañeros del Este. Voor het seizoen 2018/19 speelde hij bij het Zweedse Borås Basket. Hij speelde gedurende de zomer van 2019 in de NBA Summer League voor de Brooklyn Nets. Tijdens het seizoen 2019/20 speelde hij bij de Italiaanse eersteklasser Virtus Roma 1960 en vanaf december 2019 voor tweedeklasser Latina Basket.
In 2020 ging hij spelen voor de Griekse eersteklasser GS Iraklis Thessaloniki BC en daarna vanaf februari 2021 voor de Spaanse tweedeklasser CB Peñas Huesca. Het seizoen 2021/22 speelde hij bij de Poolse eersteklasser Rosa Radom. Na een seizoen ging hij spelen voor het Hongaarse BC Körmend maar eindigde vanaf januari 2023 bij de Spaanse eersteklasser Fundación CB Granada. Hierna speelde hij voor het Dominicaanse Indios de San Francisco. Hij speelde in het seizoen 2023/24 voor de Portugese eersteklasser Sporting CP. Voor het seizoen 2024/25 tekende hij een contract bij de Belgische eersteklasser Antwerp Giants.